# Лукас Крюгер
Лукас Фелікс Крюгер (нім. Lukas Felix Krüger, нар. 20 січня 2000) — німецький футболіст, нападник «РБ Лейпциг».

## Клубна кар'єра
Вихованець «Санкт-Паулі», з якого 2015 року перейшов у академію «РБ Лейпциг». 2 серпня 2018 року дебютував за лейпцизьку команду, вийшовши на заміну на 70-й хвилині замість Матеуса Куньї у матчі другого кваліфікаційного раунду Ліги Європи УЄФА проти шведського клубу «Геккен» (1:1)